# Тихі Верби
Ти́хі Верби́ — село в Україні, у Селищенській сільській громаді Звенигородського району Черкаської області. Населення — 42 мешканці (на 2001 рік).

## Історія
Село постраждало внаслідок геноциду українського народу, проведеного окупаційним урядом СРСР 1932-1933 та 1946-1947 роках.